# Агора
Агора – (грч. &alpha;&gamma;&omicron;&rho;&#940), што се може превести као пијаца, трг, у старогрчким градовима отворени простор окупљања и место одвијања трговачких, грађанских, друштвених и верских активности.
Улога агоре је добијала на значају с растом грчких градова – полиса после пада микенске цивилизације, а установљена је као део града у време Хомера, вероватно у 8. веку п. н. е. Смештена у средишту града или у близини луке, често је била ограђена јавним зградама, колонадама у којима су се налазиле радње и стоме за заштиту од сунца и лошег времена. Највећа част за једног грађанина била је да му се осигура гроб на агори.
Најпознатија је Атинска агора. Агора у Измиру (данас музеј на отвореном) је једна од најсачуванијих агора на свету.